# Протеїнкінази, що активуються мітогенами
Протеїнкінази, що активуються мітогенами (англ. MAPKs, mitogen activated protein kinases) — група серин/треонінових протеїнкіназ, що активуються у відповідь на різноманітні позаклітинні стимули, які є мітогенами. До таких стимулів належать, зокрема, фактори росту, гормони, цитокіни, стресові чинники. Мітогени здатні ініціювати проліферацію (мітоз) клітин. При цьому окремі процеси, що проходять під час мітозу (міграція специфічних білків, причетних до клітинного поділу, у потрібні ділянки клітини; синтез ДНК; чергування стадій клітинного циклу; ріст клітини) регулюються специфічними генами, і контроль їх експресії здійснюється за участю МАРК-каскадів, що передають сигнал від позаклітинного мітогена всередину клітини. Працюючи за каскадним принципом, МАР-кінази фосфорують і активують одна одну в певній послідовності. Хоча дуже активна проліферація клітин є необхідною для росту та розвитку молодих організмів, з віком цей процес частіше асоційований із запаленням; крім того, у старих організмів проліферація легше спричиняє розвиток онкологічних захворювань.

## Класифікація МАРК
MAPKs — це збірна група білків, яка містить три родини протеїнкіназ: p38, JNK/SAPK (c-Jun-N-terminal kinase/Stress activated protein kinase, протеїнкіназа, що активується за умов стресу) та ERK (Exracellular signal regulated kinase, кіназа, що регулюється позаклітинними сигналами). У більшості випадків активація протеїнкіназ родини ERK сприяє клітинному виживанню та проліферації, тоді як активація ферментів інших двох родин викликає індукцію апоптозу.

## Мішені МАРК
Основними мішенями МАРК є фактори транскрипції. У комбінації з низкою інших сигнальних шляхів МАР-кінази здійснюють фосфорилювання цих факторів, змінюючи їхню активність. При фосфорилюванні транскрипційних факторів МАРК функціонують усередині ядра та фосфорують білки, уже зв'язані із ДНК. У той же час, хоча транскрипційні фактори, локалізовані в ядрі, є важливими субстратами МАРК, лише частина активованих у цитоплазмі МАРК транслокується в ядро. Інша частина МАР-кіназ залишається в цитоплазмі, де ці ферменти можуть фосфорувати латентні транскрипційні фактори, сприяючи їх транслокації в ядро, або ж регулювати експресію генів на посттранскрипційному рівні, використовуючи як субстрати цитоплазматичні білки, що беруть участь у стабілізації мРНК. Крім того, МАР-кінази здатні фосфорувати ефекторні протеїнкінази, наприклад, протеїнкінази, що активуються МАРК (MAPK-activated protein kinases, MAPKAPs).

## Принцип МАРК-каскадів
Загальний МАР-кіназний каскад зазвичай включає трикіназний модуль. Усередині цього модуля МАР-кіназа (МАРК) фосфорується і активується кіназою МАРК (MAPK Kinase, МАРКК; інші назви — МКК, МЕК). МАРКК є унікальним ферментом, що фосфорує МАРК за залишками тирозину і треоніну в консервативній послідовності Thr-Glu-Tyr. МАРКК, у свою чергу, фосфоруюється та активується серин/треоніновою кіназою кінази МАРК (MAPK Kinase Kinase, MAPKKK; інші назви — МККК, МЕКК). Подібні трикомпонентні каскади ПК є еволюційно консервативними в усіх еукаріотів — від дріжджів до людини. MAPKKK активується одним із мономерних G-білків (Ras, Rho тощо), у той час як MAPK активує транскрипційні фактори (NF-kB, c-Jun, c-Fos тощо).
Контрольована регуляція МАР-кіназного каскаду включається в клітинну проліферацію та диференціювання, тоді як нерегульована активація може спричиняти онкогенез.

## Особливості функціонування ERK-, JNK- й р38-МАРК-каскадів

### ERK-каскади
ERK-каскади активуються різними мітогенами шляхами, опосередкованими рецепторними тирозиновими протеїнкіназами, метаботропними або цитокіновими рецепторами. Прикладом транскрипційних факторів, що є мішенями ERK-кіназного каскаду, є NF-kB. Як уже зазначалося, в основному ці ферменти відіграють роль у клітинній проліферації та диференціюванні; останнім часом також показано їх залучення в регуляцію процесів запам'ятовування й навчання. Дисрегуляція ERKs може спричиняти розвиток нейродегенеративних та онкологічних розладів.
ERK-каскад може активуватися rPTKs (наприклад, інсуліновим рецептором), метаботропними або цитокіновими рецепторами. Активація кінцевої кінази цього каскаду — ERK — передбачає участь мономерного G-білка Ras та серин/треонінової кінази Raf (яка виступає як MAPKKK).
Ras-білки кодуються генами ras (від Rat sarcoma) і представлені одноланцюговими поліпептидами довжиною в 189 амінокислотних залишки, сполученими з плазматичними мембранами клітин ізопреноїдним якорем. Всі вони зв'язують гуанінові нуклеотиди (ГТФ і ГДФ), та всі вони є ГТФазами, що гідролізують ГТФ до ГДФ. У ссавців є три майже ідентичних ras-гени, що кодують білки з молекулярною масою 21 кДа (тому ці білки також відомі під загальною назвою «р21 білки»).
Ген ras є протоонкогеном. Пухлинні клітини містять мутантні форми генів ras, які активують численні внутрішньоклітинні Ras-залежні сигнальні системи. Характерний механізм переродження гена ras — точкові мутації (наприклад, за ділянками ДНК, які кодують амінокислотні залишки 12, 61). Утворений при цьому білковий продукт мутованого гена ras надсилає безперервні сигнали з мембрани в ядро.
Активація Ras опосередковується білками родини GEFs — факторами обміну гуанінових нуклеотидів. Одним із добре охарактеризованих таких білків є Sos, що в неактивній формі сполучений із білком Grb2. Grb2 (англ. growth-factor-receptor-binding protein, білок, що зв'язується із рецепторами факторів росту) — це адаптерний протеїн, що не має жодної внутрішньої активності і містить SH2-домен, яким може сполучатися із фосфотирозин-умісними білками, зокрема, із IRS, що приєднаний до інсулінового рецептора. Білок Sos локалізований у цитозолі, а комплекс {Sos-Grb2} — біля мембрани, де може взаємодіяти із Ras. Sos стимулює активацію Ras-GTP (цей процес також потребує білків, що стимулюють ГТФазну активність GAPs.
Активований Ras сполучається із N-кінцевим доменом серин/треонінової кінази Raf (яка виступає в ролі MAPKKK у цьому каскаді і, подібно до білка Ras, також є протоонкогеном). Raf фосфорує кіназу MEK (MAPKK у цьому каскаді). MEK, як вже зазначалося, володіє подвійною специфічністю — може фосфорувати залишки як треоніну, так і тирозину в консервативній послідовності Thr-Glu-Tyr останньої кінази цього каскаду (ERK, яка є власне MAPK). Фосфорильована ERK надалі залучається в активацію низки транскрипційних факторів, зокрема, NF-kB.
Дисрегуляція ERK-шляху причетна до патогенезу понад 30 % онкологічних захворювань.

### p38- та JNK/SAPK-каскади
p38- та JNK/SAPK-каскади часто активуються у відповідь на різноманітні види стресів, дію запальних цитокінів та інші стимули апоптозу. Рецептори для подібних стимулів найчастіше невідомі. Прикладом стресорних тригерів, здатних активувати ці шляхи, можуть бути вінбластин, метилметансульфонат, кадмій, арсеніт натрію, саліцилат натрію, церамід, анізоміцин, тепловий шок, ультрафіолет, гіпероксія, гіперосмолярність, низький рН, пероксид водню, ішемія-реперфузія, деякі фактори росту, наприклад, TNF. 
Однією із основних мішеней кінази JNK є транскрипційний фактор с-Jun (що разом із іншою молекулою — с-Fos — створює активний димер, відомий під назвою транскрипційного фактору АР-1); кіназа р38 контролює експресію прозапальних цитокінів. Крім того, обидва ці ферменти здатні фосфорувати й таким чином модулювати функції низки про- і антиапоптозних білків, наслідком чого стає реалізація програмованої загибелі клітин.